# 徳井町 (神戸市)
徳井町（とくいちょう）は兵庫県神戸市灘区の町名の一つで、同区東部、昭和44年（1968年）に徳井字徳井・前田・下小田中から成立した。郵便番号：657-0033。（地図 - Google マップ）

## 地理
南は記田町、西は高羽川を挟み南部は桜口町で北部は備後町、北は中郷町、東は石屋川を挟み東灘区御影石町。東から順に一～五丁目がある。

## 由来
『神戸の町名』によればトクイとは「神の恩寵」を意味する。都賀庄の東南に北野神社領として徳井荘があり、明徳元年（1390年）5月の文章には「北野社領摂津国得位時枝庄」として出ており、荘園の領家が京都の北野神社に寄贈した。徳井荘は徳井村と東明村（現・東灘区御影塚町の一部）を指す。
また時枝庄については若林泰は「上石やの旧家に時枝姓の家がたくさんあり、江戸時代、庄屋年寄などをつとめていることなどから、旧石屋村のことではないか」と言う。
大工が多く、『灘区の町名』によれば中でも元徳、大政などの棟梁が有名であるとされ、灘の西郷、中郷近辺の酒蔵は徳井の大工が建てたという。

## 人口統計
令和2年国勢調査（2020年10月1日）での世帯数1,020、人口2,078、うち男性988人、女性1,090人。